# Eduardo Chibás
Eduardo René Chibás y Ribas (Santiago de Cuba, 26 de agosto de 1907 - La Habana, 16 de agosto de 1951), político cubano fundador el 15 de mayo de 1947 del Partido del Pueblo Cubano o Partido Ortodoxo, caracterizado por su acento en la denuncia de la corrupción que existía por parte de miembros destacados del Partido Auténtico y del gobierno. Entre los jóvenes que ingresaron al Partido Ortodoxo atraídos por la personalidad y las ideas de Chibás se encontraba el abogado Fidel Castro, futuro líder de la Revolución cubana de 1959, luego primer ministro y presidente cubano.

## Biografía

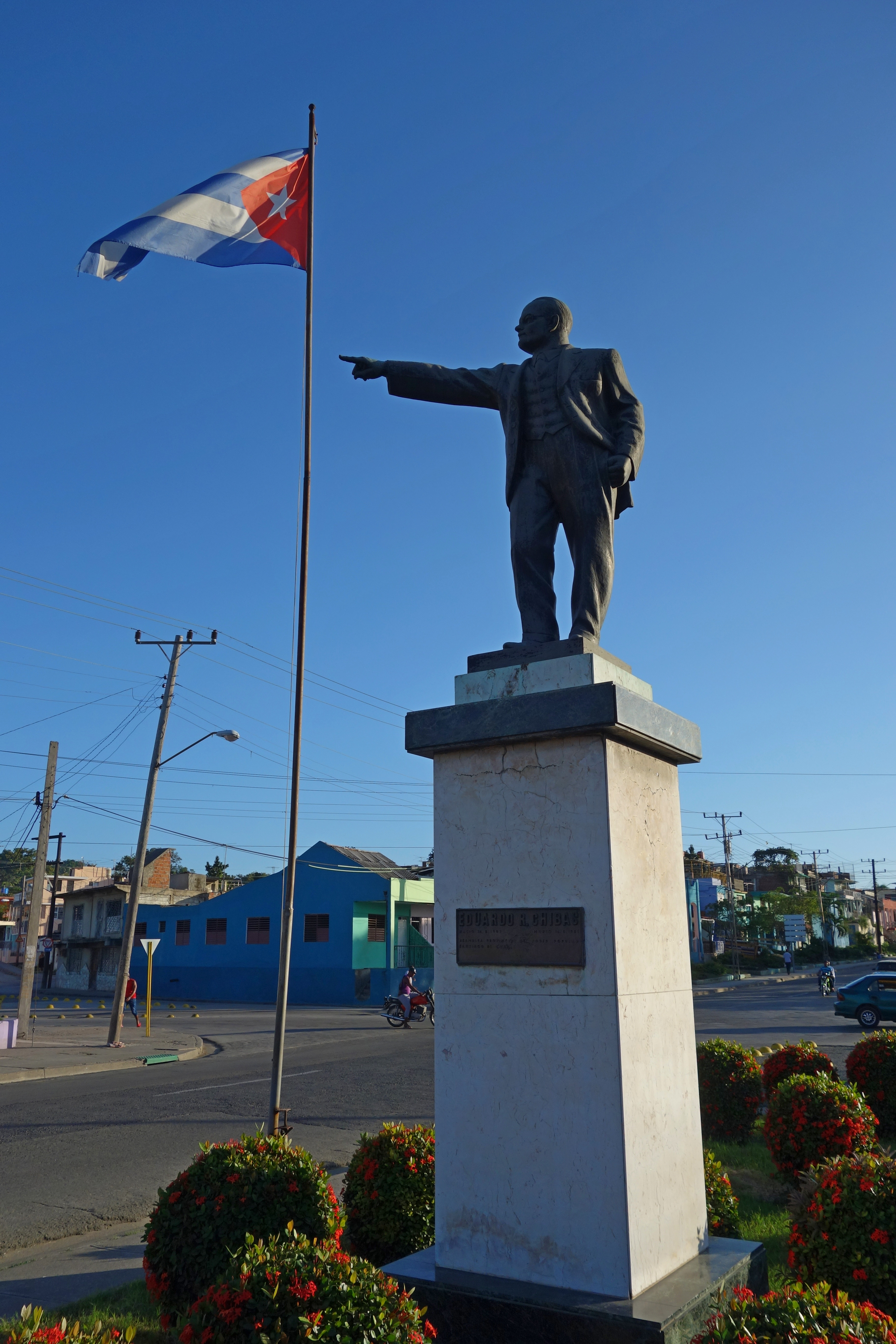
Monumento a Chibás en Santiago de Cuba.

Nació en el seno de una familia acomodada en Santiago de Cuba; su padre era ingeniero, empresario, y fue ministro de Obras Públicas en 1933, en el gobierno de Carlos Manuel de Céspedes y Quesada. Realizó sus estudios primarios en esa ciudad, y se graduó de bachiller en el colegio de Belén en La Habana, dirigido por los jesuitas. Inició estudios de Derecho en la Universidad de La Habana, pero no se graduó porque fue expulsado en 1927 por motivos políticos. En sus años universitarios, contribuye a las luchas contra el gobierno de Gerardo Machado (1925-1933) y se manifiesta el 17 de diciembre de 1925 para exigir la libertad de Julio Antonio Mella, uno de los fundadores del primer partido comunista de Cuba. Participa de modo solidario en su huelga de hambre. En agosto de 1931 es encarcelado, trasladado al Presidio Modelo, y luego condenado a exiliarse en 1932.
A la caída de Machado en agosto de 1933, regresa a Cuba y participa en la Revolución de septiembre de 1933. Apoyó al Gobierno de los Cien Días de Ramón Grau San Martín.
Tras el golpe de Estado de Fulgencio Batista, quien lideraría el país entre bambalinas de 1933 a 1940, Chibás, quien condena firmemente la traición del nuevo hombre fuerte, integra el movimiento Izquierda Revolucionaria. En 1938 ingresa en el Partido Auténtico. En 1939 se dijo que sufrió un atentado (él se disparó un tiro a sedal en el abdomen) en plena campaña para la elección de los delegados a la Asamblea Constituyente de 1940, lo que se interpretó como un intento para ganar popularidad; fue elegido delegado. En 1947, frente a la corrupción del partido, se separa para fundar el Partido Ortodoxo (o Partido del Pueblo Cubano).
Chibás, quien fue también senador, tenía un pensamiento antiimperialista y consideraba esencial luchar contra la corrupción administrativa existente en Cuba en aquel entonces, convirtiéndose por este motivo en una figura de resonancia en la opinión pública, debido a las graves denuncias que realizaba tanto en la prensa escrita como en un programa radial que transmitía cada domingo. Sin embargo, Chibás nunca pudo mostrar los documentos para avalar sus denuncias y emprendió ataques contra los periodistas de Bohemia que le requerían confirmar la información. En consonancia con esas ideas el Partido Ortodoxo tenía como lemas «Vergüenza contra dinero» y «Prometemos no robar» y como símbolo una escoba que barría todos los males de un estado corrupto.
Chibás fue candidato a la presidencia en las elecciones de 1948, en las cuales resultó elegido Carlos Prío Socarrás. El deterioro de la imagen de Prío y la prédica opositora de Chibás lo habían convertido en un virtual triunfador para las elecciones del 1 de junio de 1952 (no se realizaron por el golpe de Estado de 1952). En 1949, Chibás fue condenado a 6 meses de prisión por acusar falsamente a 3 jueces del Tribunal Supremo de aceptar sobornos; cumplió un mes de cárcel porque el presidente Prío lo indultó.
La historiadora Marta Harnecker describe a Chibás del siguiente modo:

Su popularidad (del Partido Ortodoxo) se debía principalmente al carisma extraordinario de su líder indiscutido: Eduardo Chibás que se había empezado a destacar ya en las luchas universitarias de los años 20, y en los enfrentamientos contra las dictaduras de los años siguientes. Fogoso polemista, encabezaba el movimiento de recuperación cívica y moral de gran arraigo entre las masas.

 Chibás fue operado con éxito de una hernia en su  diafragma en 1950, causada por un accidente años antes. Era miope lo cual dificultó su desempeño en varios duelos de honor a sable o espada que tuvo con políticos rivales, todos los cuales perdió, algunos realizados en la Sala de Armas del Capitolio Nacional. Tuvo un duelo a sable en 1945 con el senador Santiago Rey en una finca en La Habana, otro duelo a sable con el excanciller Alberto Inocente Álvarez Cabrera en febrero de 1947, uno a espada con el primer ministro Carlos Prío Socarrás en marzo de 1947, y otros con el senador Francisco Prío (hermano de Carlos), senador Manuel Antonio de Varona, y el senador José Manuel Casanova, pero nadie fue herido de gravedad o murió. En 1950 fue elegido senador por la provincia de La Habana, y ocupó el puesto vacante dejado por la muerte del senador y exministro José Manuel Alemán, de cáncer en 1950.

## Muerte
En 1951 acusó al ministro de Educación Aureliano Sánchez Arango del robo de grandes sumas de dinero de la merienda escolar para construir unas propiedades y traficar madera en Guatemala. Sin embargo, debido al hecho de que no pudo obtener pruebas de su denuncia, Chibás entró en un ciclo depresivo que lo llevó a dispararse durante su programa dominical de radio en la emisora CMQ. Al parecer la decisión de dispararse un tiro "como último aldabonazo" se debió a que le habían prometido unos documentos que probaban el robo, pero estos documentos nunca le fueron suministrados, y algunos políticos y medios de prensa se burlaban de él por esa acusación. Al finalizar su último discurso el 5 de agosto de 1951, el famoso discurso de "El último aldabonazo" se dio un tiro. Murió once días más tarde en el Centro Médico Quirúrgico en La Habana. Una muerte polémica, pues Chibás se había disparado en la ingle, algunos dicen que para llamar la atención. Es esa herida y complicaciones posteriores, lo que le provoca la muerte.
En una de sus frases, pronunciadas en ese último discurso dijo: 

Cuba tiene reservado en la historia un grandioso destino, pero debe realizarlo.

 Una investigación posterior demostró que Aureliano no tenía propiedades en Guatemala.

## Legado
Tras el golpe de Estado en Cuba de 1952 que bloqueó la posibilidad de un triunfo del Partido Ortodoxo en las elecciones presidenciales que debían realizarse casi 3 meses después, e impuso a Fulgencio Batista como dictador de Cuba, un grupo de jóvenes seguidores de Chibás, dirigidos por Fidel Castro realizaría el 26 de julio de 1953 el asalto al Cuartel Moncada. El 16 de enero de 1959, tras la caída de Fulgencio Batista, Fidel Castro acudió a la tumba de Chibás en La Habana y le rindió homenaje.